# Арсенал (Венеція)

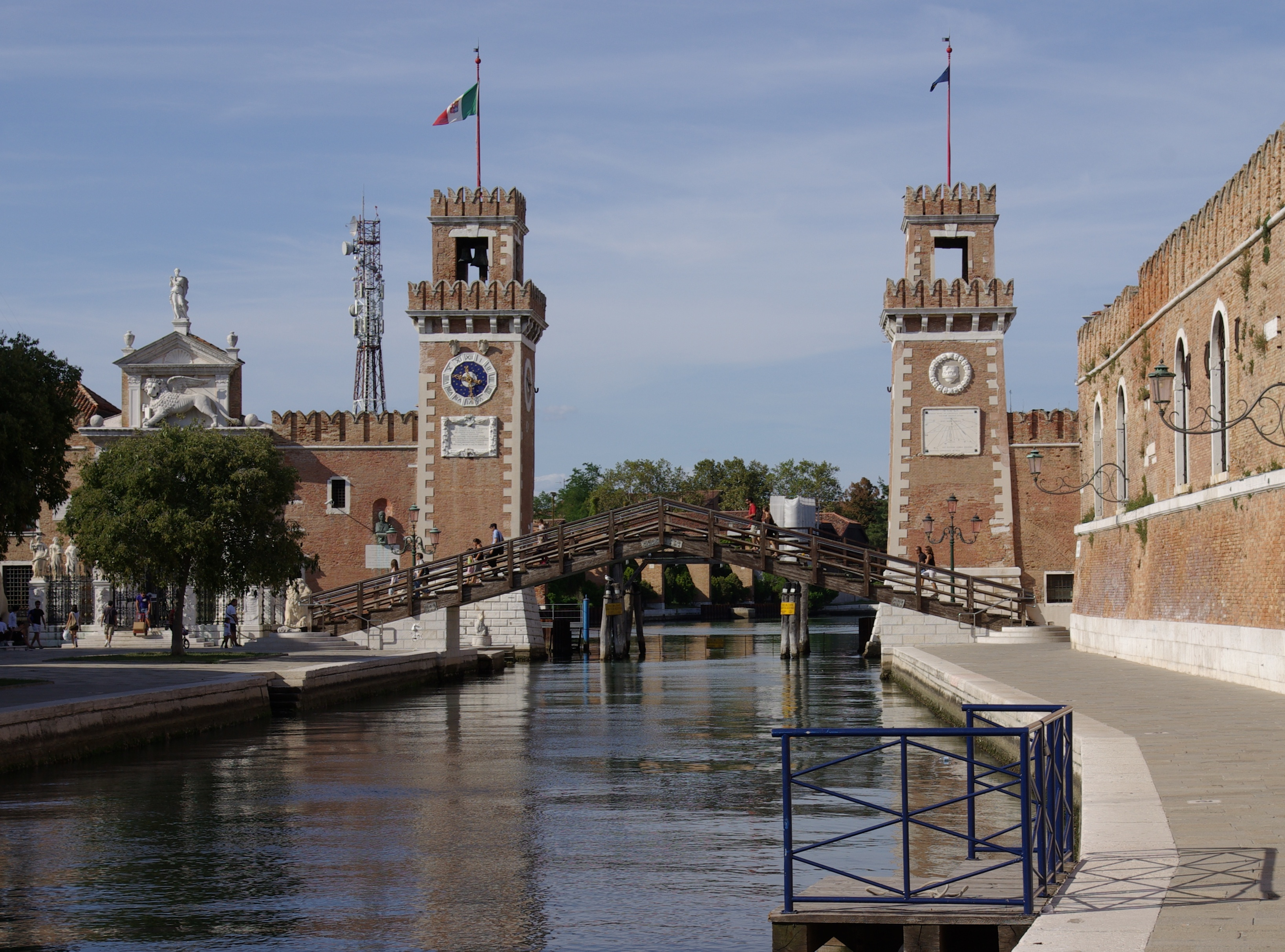
Ворота «Вхід водою» (Ingresso all'Acqua) Арсеналу

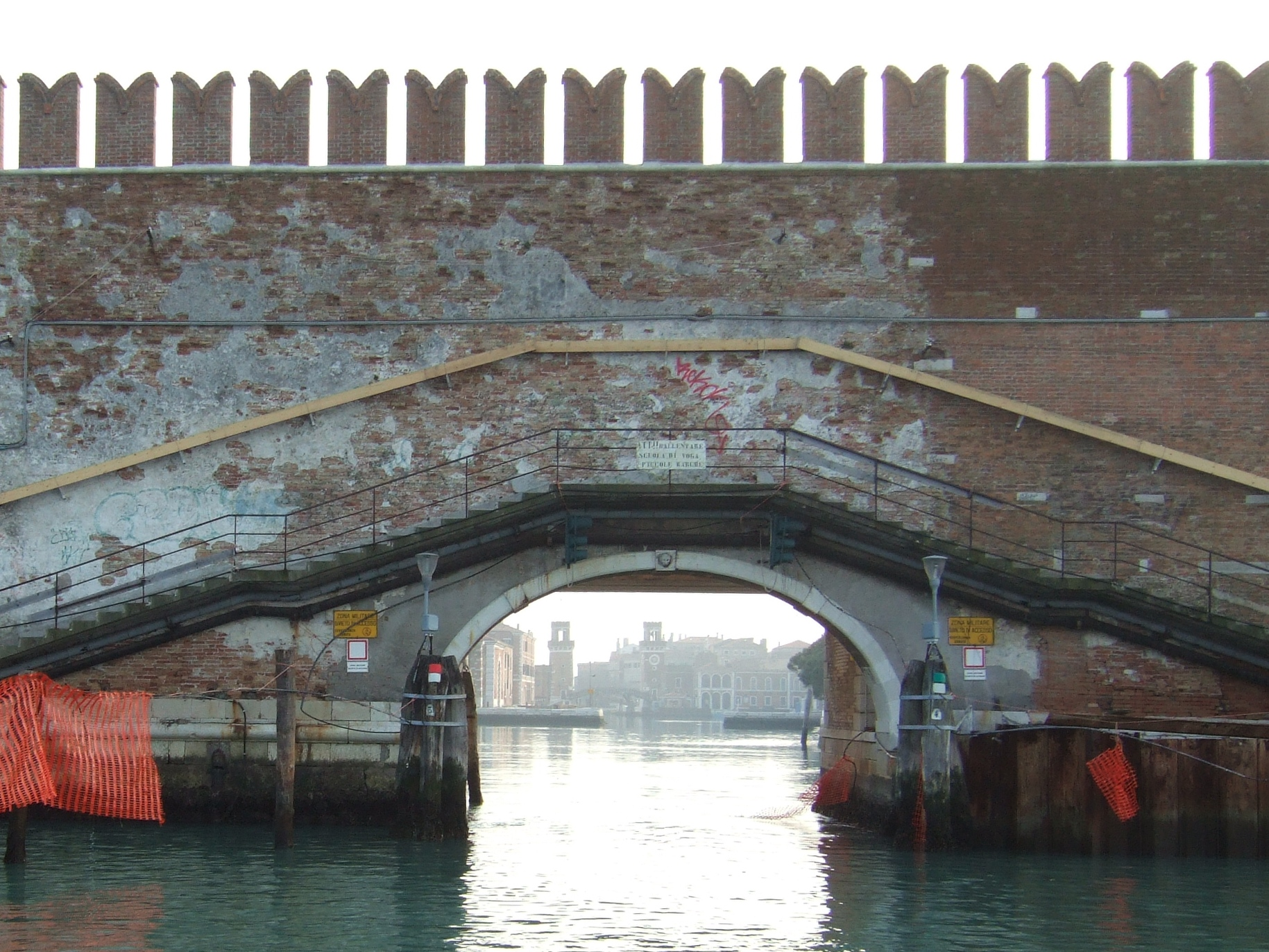
Північний вхід та канал Галеацце (Galeazze)

Венеційський арсенал (італ. Arsenale di Venezia) — це комплекс колишніх корабелень та арсеналів, розташованих поруч у місті Венеція, Північна Італія. Ним володіла держава і Арсенал створив основну масу морських суден Венеційської республіки у XII—XVIII сторіччях. Він був «одним з найранніших в історії підприємств масового виробництва».
Як частина Венеції, Арсенал включений до Світової спадщини ЮНЕСКО.

## Опис
Будівництво Арсеналу почалось бл. 1104 року, в часи Венеційської республіки. Він став найбільшим промисловим комплексом в Європі до початку Промислової революції та займав територію у бл. 45 га чи 15 % Венеції. Він був оточений оборонним муром довжиною 3,2 км, який затуляв його від погляду публіки, та мав охоронців по периметру. Суднобудівельники та інші працівники постійно працювали в арсеналі, створюючи кораблі, які відпливали з міського порту. Різні частини Арсеналу виробляли свої стандартні деталі суден або інше морське оснащення, у тому числі зброю, канати та такелаж. В залежності від типу судна зі стандартних деталей його потім могли зібрати за день. Флот Арсеналу володів особливим лісом на пагорбах Монтелло у Венето, звідки Арсенал отримував дерево для суден.
Арсенал виробив більшість торгових суден Венеції, які забезпечили економічне процвітання та владу республіки, що тривали до її падіння у завоюванні Наполеоном 1797 року.

## Історія
Арсенал візаньійського стилю міг існувати на ділянці ще у 8-му сторіччі, але датою початку будівництва сучасних споруд вважається 1104 рік під час правління Орделафо Фальєро, хоча для такої точної дати свідчень не має. Але Арсенал вже точно існував на початку 13-го сторіччя.
Спочатку державна корабельня працювала виключно для ремонту приватно збудованих кораблів військово-морських сил, але вже 1320 року був збудований Новий Арсенал (італ. Arsenale Nuovo), значно більший попереднього. Це дозволило будувати та ремонтувати всі державні військово-морські та великі торгові кораблі в одному місці. Пізніше Арсенал також став важливим центром виробництва канатів, а зовні його стін було збудовано житло для працівників.
Венеція розробила методи безперервного виробництва військових і торгових кораблів, у тому числі систему «спочатку каркас» на заміну давньоримської практики  «спочатку корпус». Ця нова система дозволяла виробляти кораблі значно швидше та потребувала менше лісу. На піку ефективності на початку 16-го ст., на Арсеналі працювало десь 16 000 людей, які за свідченнями могли створювати майже одне судно щодня, та могли підготувати, снарядити зброєю та провіантом новозбудовану галеру стандартизованими частинами на основі конвеєру, який більше ніде не зустрічався до початку Промислової революції.

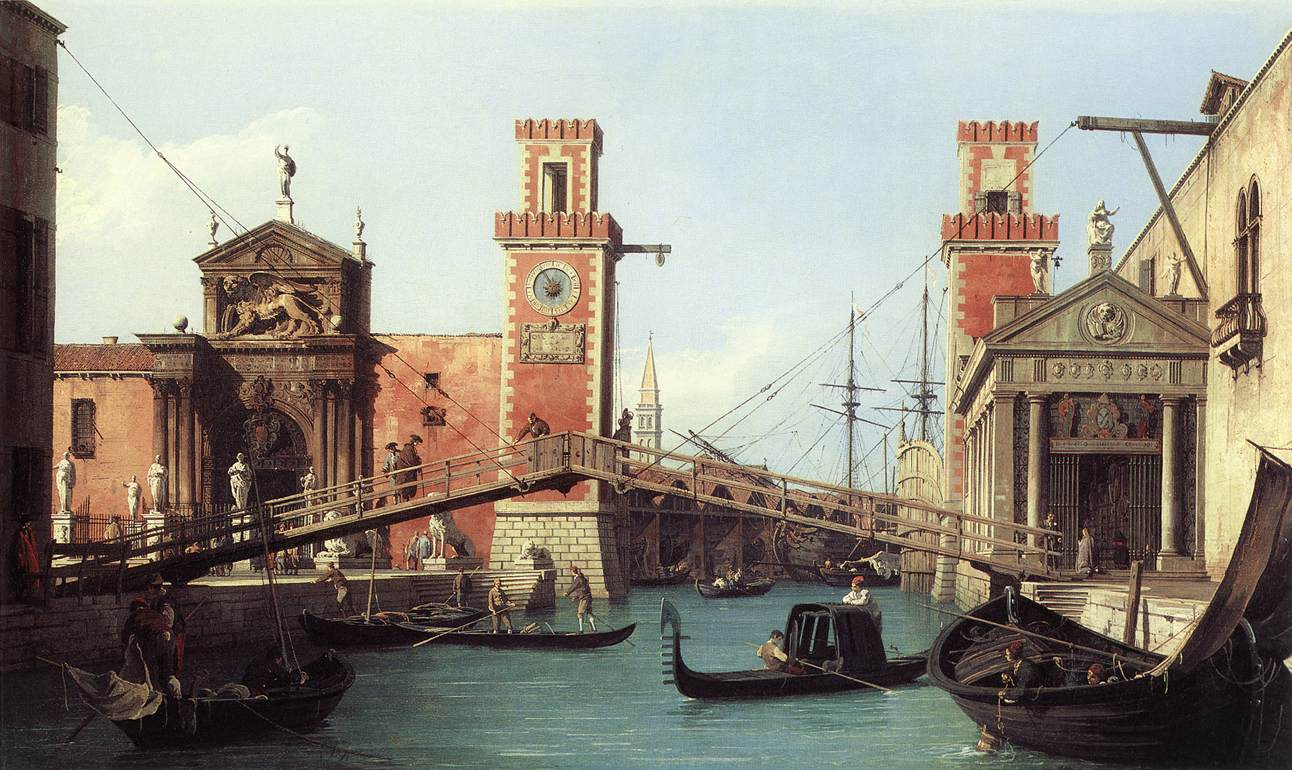
Вид на вхід до Арсеналу, Каналетто, 1732.

Працівники Арсеналу, які об'єднувались за чіткою професійною приналежністю, також досить рано розробили вогнепальну зброю, починаючи з бомбард у 1370-ті та численних малих пушок для використання проти генуезців через декілька років. Швидкість вильоту кулі з ручної зброї, виробленої в Арсеналі, перевищила швидкість арбалету, і пробивала броню лицарів. Зброя Арсеналу також була відома мультифункціональністю; лідер венеційських Кондотьєрів, Бартоломео Коллеоні за традицією вважається першим, хто змонтував нову легшу артилерію Арсеналу на пересувні повозки для використання у полі битви.
Головні ворота Арсеналу — Porta Magna, були збудовані близько 1460 і стали першою будівлею неокласицизму у Венеції. Вони ймовірно були збудовані Антоніо Гамбелло за проектом Якопо Белліні. Два давньогрецькі леви, розташовані по їх боках, були додані у 1687 році. На одному з них, відомому як Пірейський лев, викарбувані руни з часів набігів скандинавських найманців в 11-му сторіччі.
Наприкінці 16-го сторіччя, розробники Арсеналу експериментували з більшими судами як платформами для важких морських пушок. Найбільшим з них був галеас, який використовувався у битві при Лепанто проти османців, і був розроблений на базі старої торгової «великої галери». Судно було величезним, йшло по морю за рахунок і вітрил, і весел, а пушки були змонтовані по обох боках судна на колісних основах, як в сучасності. Однак у битві воно було повільне і неповоротке, тому їх було збудовано лише декілька. Галеон, також розроблений в Арсеналі, був озброєним парусним кораблем, більш сплюснутою версією торгового «круглого корабля». Він був корисний у великих військово-морських битвах, але малопридатним для маленьких заток та поруч з довгими навітряними берегами далмацького узбережжя.
Значна частина Арсеналу була знищена за часів наполеонівського правління та пізніше відбудована. Зараз Арсенал використовується як військово-морська база, науково-дослідний центр та виставковий центр у період Венеційського бієнале, а також в ньому розташований центр збереження історичних кораблів.

## Масове виробництво
Здатність Венеційського Арсеналу до масового виробництва галер майже конвеєром була унікальна для свого часу та призвела до ймовірно найбільшого цільного промислового комплексу у Європі до настання Промислової революції. Він навіть згаданий у «Пеклі» Данте Аліг'єрі:

Як у Венеції, де в арсеналі

Взимі в'язка смола кипить, буя,

Щоб засмолити судна на причалі,

Що там стоять; і дехто обробля

Готове вже судно, а дехто маже

Борти мандрованого корабля,

Хто робить весла, хто канати в'яже,

Той ремонтує ніс, а той корму,

Хто ж на бізань, фок-мачту ладить тяжі, -… 
Арсенал був особливо видатним на фоні процвітання у Європі того часу закритих гільдій, де знання передавалися від батька до сина чи підручного, з одночасною монополією на виробництво і продаж якогось товару у регіоні
Початок масового виробництва припадає на період після будівництва Нового Арсеналу (1320), та створення «великої галери», яке само по собі дуже важливий винахід — перехід на будівництво за принципом «спочатку каркас». Цей процес використовував менше деревини, ніж попередній «спочатку корпус» і відповідно забирав значно менше часу, що було важливим для промислового виробництва. І вже на початок 16-то ст. Арсенал став найбільш могутнім та ефективним суднобудівним підприємством тогочасного світу. Він не лише виробляв кораблі, снасті та інші морські товари, але й був основним сховищем зброї у Венеції.
Арсенал був здатен виробити та повністю оснастити військове чи торгове судно іноді за день, а у сучасній йому Європі виробництво судна схожого розміру часто тривало місяцями. Такі значні виробничі потужності в першу чергу завдячували великій кількості працівників — майже 16 000 осіб та чіткого розподілу праці між ними за принципом конвеєру. Виробництво було розподілено на 3 основні стадії: (1) створення каркаса, (2) оббиття каркаса дошками (створення корпусу) та створення кают, (3) та фінальна збірка. На кожній стадії працювали лише ті робочі, які на ній спеціалізувалися. Крім того використовувались стандартизовані деталі, а під час основних стадій виробництва вони проходили вже лише мінімальну обробку. 
Одним з революційних винаходів Арсеналу був рухомий конвеєр. Використовуючи канал, галери рухались вздовж стадій їх виробництва, переміщуючись до робочих та матеріалів, що дозволяло уникнути переміщення матеріалів та робочих до них по суходолу. Цей конвеєрний підхід був повторений лише на початку 20-го сторіччя, коли Генрі Форд запровадив сучасний конвеєр.

## Галілей та Арсенал

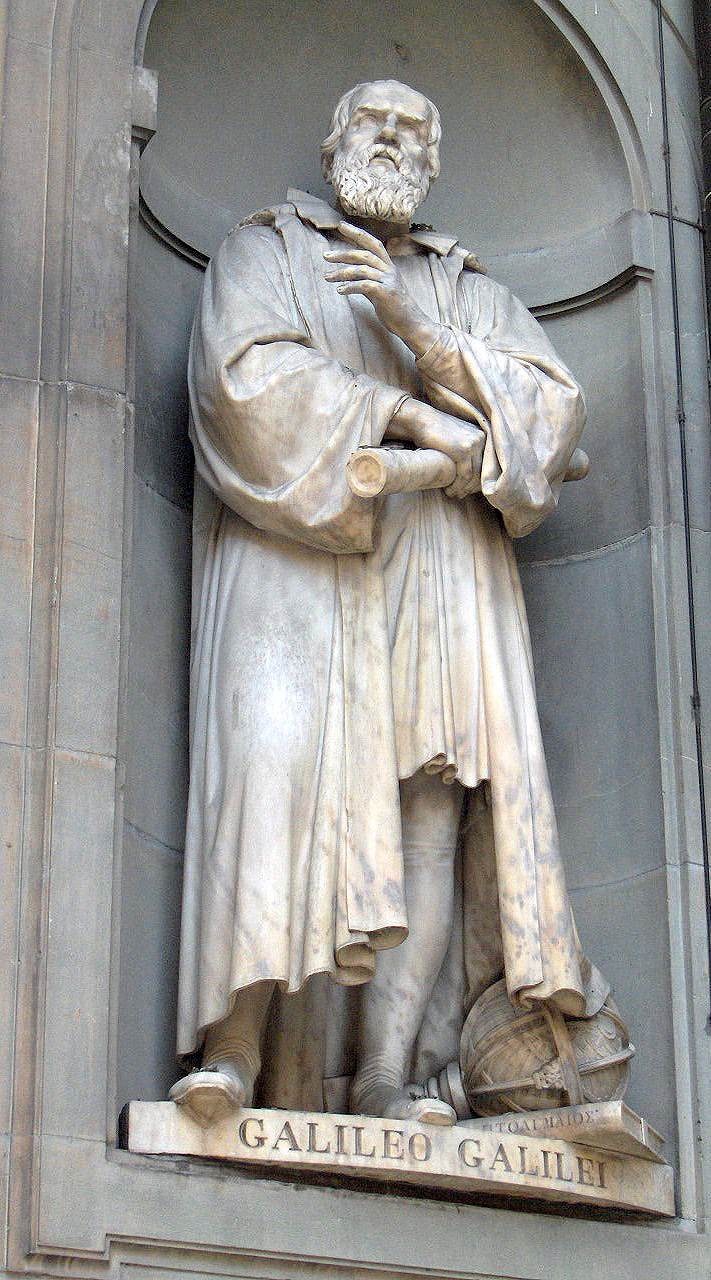
Статуя Галілея

Галілео Галілей 1593 року став консультантом Арсеналу, надаючи поради військовим інженерам та виробникам інструментів та допомагаючи вирішити проблеми суднобудівників, багато з яких були пов'язані з балістикою. Він також зробив декілька важливих інновацій у виробничому процесі та логістики Арсеналу. За результатами співпраці з Арсеналом щодо суднобудування пізніше в житті Галілео надрукував книгу щодо нового виду сучасної науки, яка стосувалася сили та спротиву матеріалів («Бесіди та математичні докази, які стосуються двох нових галузей науки», 1638). 

## Морська сила Венеції
Багатство та влада Венеції засновувались на її здатності контролювати торгівлю у Середземному морі, що не було б неможливим без дуже великого військово-морського та торгового флотів. У 1450 році по морях ходили понад 3 000 венеційських торгових кораблів, які були як кораблями, що перевозили товари для венеційських купців, так і кораблями венеційського військово-морського флоту. Такий флот потребував постійного ремонту та облаштування. Венеційський Арсенал виступав не лише як основний суднобудівник, а й відповідав за поточний ремонт кораблів. Це потребувало фінансування, на яке уряд Венеції витрачав до 10 % доходів.

## Допоміжні арсенали

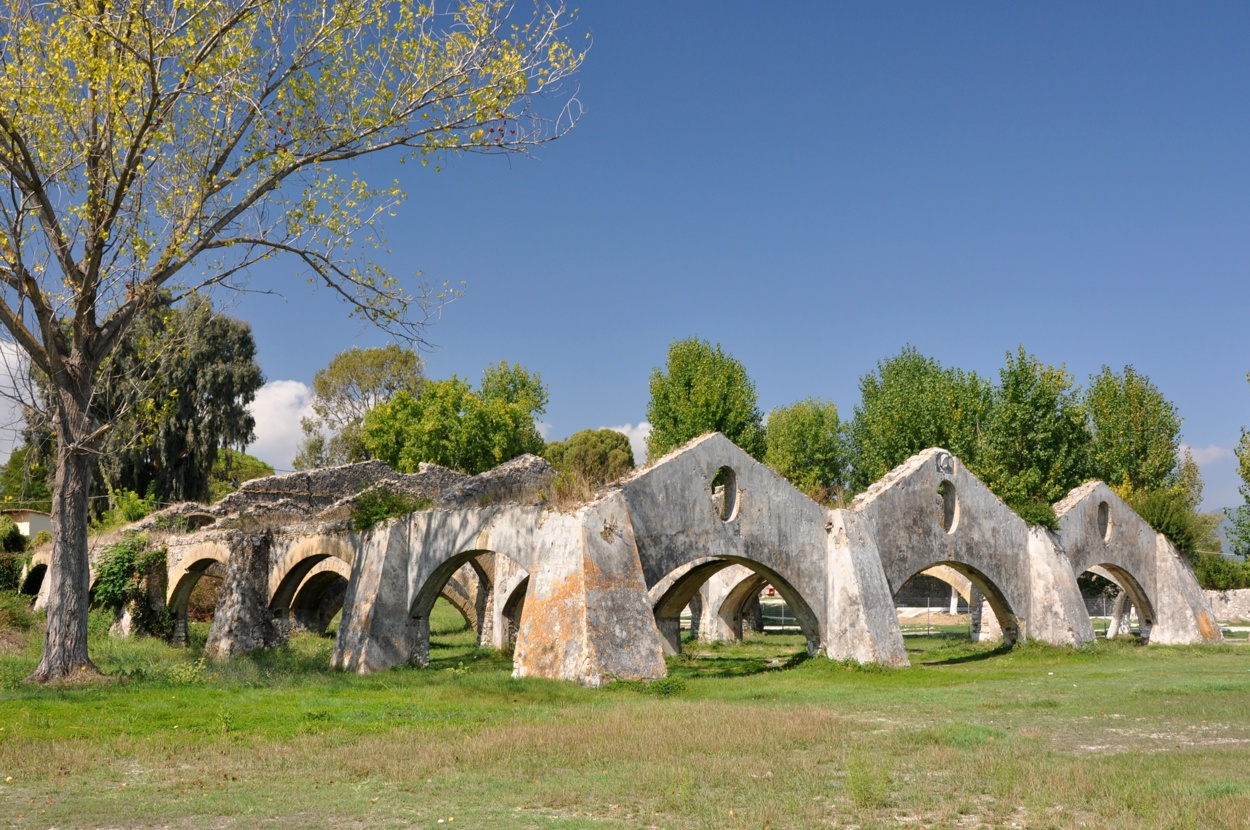
Венеційський арсенал у затоці Говіно, Керкіра

Крім Арсеналу в Венеції, мережа арсеналів була збудована в інших місцях, які були під владою венеційців, зокрема у Греції. Відомі корабельні в Егейському морі, Епірі, Пелопоннесі та Королівстві Кандія (сучасний Крит), локації включали Гувію на Корфу, Метоні, Короні, Халкіду, Превезу, Ханью та Іракліон.